# Силмарили
Силмарили су три драгуља и једни од главних мотива у роману „Силмарилион“ Џ. Р. Р. Толкина. Сам назив књиге је скраћен од „Квента Силмарилион“, што значи „Историја Силмарила“.

## Особине
Силмарили су изгледали идентично. То су била три велика драгуља, направљена од непознатог материјала који је личио на кристал. Међутим, он је био тако чврст да ниједна сила на свету није могла да их сломи. Унутар Силмарила била је заробљена светлост Два Дрвета Валинора, тако да су блистали попут звезда. Били су зачарани тако да ниједна зла или смртна ствар не може да их дотакне а да се не спржи.

## Историја
Силмариле је направио Феанор, син Узвишеног краља Вилењака Финвеа. Феанор је у историји Арде остао упамћен као највећи вилењачки занатлија и један од највећих Нолдора. Силмарили су изазивали дивљење, а њихов творац их је обожавао као највеће богатство. Чувани су у ризници унутар Валинора, земље Валара, где су Вилењаци боравили.
Мелкор, касније назван Моргот, Мрачни Господар и непријатељ Валара, желео је да поседује Силмариле, те је почео да кује планове о томе како да их се домогне. Он је напао Валинор заједно са пауколиким демоном Унголијантом, уништио Два Дрвета, убио Узвишеног краља Финвеа у украо драгуље. Затим је побегао у своју тврђаву у Средњој земљи, где их је уградио у своју гвоздену круну. Иако су Силмарили били тежак терет за Морготово зло, никада се није одвајао од њих.
Морготов поступак изазвао је гнев Феанора, који је одлучио да га прати у Средњу земљу и поврати своје драгуље. Заједно са својим синовима заклео се да ће прогонити свакога ко му их украде или га онемогући да дође до њих. Заједно са њим су кренули многи Нолдори, пошто их је Моргот навео да замрзе Валаре и помисле да су заробљеници у Валинору. Феанор је починио родоубијање на путу до Средње земље, када се супротставио Телерима који нису хтели да им уступе своје бродове. Тако је навукао проклетство на читав свој род. Међутим, убрзо после доласка у Средњу земљу убили су га Морготови Балрози, и он је своју мисију проследио синовима. Почели су ратови између Моргота и Вилењака, који се нису завршили до краја првог раздобља.
Један Силмарил из Морготове круне успели су да поврате Човек Берен и Вилењакиња Лутијена Тинувијела. Они у желели да се венчају, али се њен отац Тингол, краљ Доријата, супротставио томе и задао Берену немогућ услов — да му донесе драгуљ из Морготове тврђаве. Међутим, Лутијена је бацила читаву непријатељеву војску, укључујући и њега самог, у зачарани сан и Берен је успео ножем да извади један Силмарил из круне. Након тога му је демонски вук Кархарот одгризао руку у којој се налазио драгуљ, али је убрзо угинуо јер му је Силмарил спржио утробу. Тада је предат Тинголу, који је коначно одобрио брак Берена и Лутијене.
Тингол је желео да угради Силмарил у патуљачку огрлицу Наугламир, те је позвао Патуљке у свој двор да то ураде. Међутим, Патуљци су сами пожелели да поседују драгуљ, а након што их је Тингол увредио, убили су га и покушали да побегну, али су их војници Доријата спречили у томе. Касније је Силмарил припао Тинголовом наследнику Диору, сину Берена и Лутијене. У то време су Доријат напали Феанорови синови, захтевајући свој драгуљ. Диор је убијен, а његова ћерка Елвинга је преузела Силмарил и настанила се крај ушћа реке Сирион.
Елвинга се касније удала за Еарендила, потомка краља Тургона од Гондолина. Када је Еарендил отпловио за Валинор да тражи помоћ Валара у борби са Морготом, ушће Сириона су напали преостали Феанорови синови, али ни овог пута нису стигли до драгуља, јер је Елвингу Вала Улмо претворио у птицу и она је стигла свог мужа на његовом броду. Након њиховог доласка у Валинор, Еарендил је претворен у небеског морнара и Силмарилион је сијао као звезда на небу. Валари су се придружили рату против Моргота, и након његовог пораза, Маидрос и Маглор, једнина двојица преостала сина Феанора, су поново захтевали два преостала дргуља. Како им је гласник Валара Еонве рекао да је њихова заклетва поништена због лоших дела које су починили, ушуњали су се у његов логор и украли Силмариле. Ипак, обојицу су их пекли због злодела које су починили, те се Маидрос бацио у утробу земље, где је завршио и његов драгуљ, а Маглор је свој бацио у море.